# Zweikampf-Europameisterschaft der Junioren 1975

Logo CEB (ausrichtender Verband)

Die Zweikampf-Europameisterschaft der Junioren 1975 war das fünfte Turnier in dieser Disziplin des Karambolagebillards und fand vom 10. bis zum 13. April 1975 in Amsterdam statt.

## Geschichte
Das Jugendturnier wurde vom Europäischen Billard-Verband CEB ab 1967 erstmals als Europameisterschaft durchgeführt. Es wurde ein Zweikampf mit den Disziplinen Freie Partie und Cadre 47/2 gespielt. Die Altersgrenze der Teilnehmer wurde auf 21 Jahre verkürzt.

## Modus
Gespielt wurde das ganze Turnier im Round Robin Modus.
1. PP = Partiepunkte
2. VGD = Verhältnismäßiger Generaldurchschnitt
3. BVED = Bester Einzel Verhältnismäßiger Durchschnitt

Bei der Berechnung des VGD wurde die portugiesische Tabelle von 1972 angewendet:
In der Endtabelle wurden die erzielten Partiepunkte vor den Matchpunkten und dem VGD gewertet.

## Abschlusstabelle
| MP    | Match Points (Sieger = 2; Unentschieden = 1; Verlierer = 0) |
| Pkte. | Erzielte Karambolagen                                       |
| Aufn. | Benötigte Versuche                                          |
| GD    | Generaldurchschnitt                                         |
| BED   | Bester Einzeldurchschnitt eines Spielers                    |
| HS    | Höchstserie                                                 |
|       | Bester GD des Turniers                                      |
|       | Bester ED des Turniers                                      |
|       | Beste HS des Turniers                                       |
|       | 1. Platz (Gold)                                             |
|       | 2. Platz (Silber)                                           |
|       | 3. Platz (Bronze)                                           |

| Endklassement | Endklassement          | Endklassement | Endklassement | Endklassement | Endklassement |
| Platz         | Name                   | PP            | MP            | VGD           | BVED          |
| ------------- | ---------------------- | ------------- | ------------- | ------------- | ------------- |
| 1             | Christ van der Smissen | 28:0          | 14:0          | 140,84        | 361,66        |
| 2             | Paul Couespel          | 17:11         | 9:5           | 54,03         | 254,52        |
| 3             | Louis Havermans        | 15:13         | 8:6           | 46,83         | 98,61         |
| 4             | Wolfgang Zenkner       | 14:14         | 7:7           | 48,01         | 152,50        |
| 5             | Thomas Wildförster     | 14:14         | 7:7           | 38,91         | 153,50        |
| 6             | Willy Leman            | 13:15         | 6:8           | 35,15         | 76,25         |
| 7             | Gerhard Ralis          | 11:17         | 5:9           | 33,06         | 67,36         |
| 8             | Marc de Sutter         | 0:28          | 0:14          | 27,01         | –             |

## Disziplintabellen
| Platz                      | Name                   | MP   | Pkte. | Aufn. | GD     | BED    | HS   | VGD    |
| -------------------------- | ---------------------- | ---- | ----- | ----- | ------ | ------ | ---- | ------ |
| 1                          | Christ van der Smissen | 14:0 | 1750  | 12    | 145,83 | 250,00 | 1275 | 145,83 |
| 2                          | Louis Havermans        | 10:4 | 1499  | 27    | 55,51  | 125,00 | 227  | 55,51  |
| 3                          | Paul Couespel          | 9:5  | 1417  | 29    | 48,86  | 83,33  | 226  | 48,86  |
| 4                          | Wolfgang Zenkner       | 7:7  | 1252  | 34    | 36,82  | 250,00 | 491  | 36,82  |
| 5                          | Willy Leman            | 6:8  | 963   | 25    | 38,52  | 125,00 | 205  | 38,52  |
| 6                          | Thomas Wildförster     | 6:8  | 1134  | 36    | 31,50  | 250,00 | 254  | 31,50  |
| 7                          | Gerhard Ralis          | 4:10 | 1175  | 36    | 32,63  | 62,50  | 215  | 32,63  |
| 8                          | Marc de Sutter         | 0:14 | 703   | 27    | 26,03  | –      | 188  | 26,03  |
| Turnierdurchschnitt: 43,77 |                        |      |       |       |        |        |      |        |

| Platz                      | Name                   | MP   | Pkte. | Aufn. | GD    | BED    | HS  | VGD    |
| -------------------------- | ---------------------- | ---- | ----- | ----- | ----- | ------ | --- | ------ |
| 1                          | Christ van der Smissen | 14:0 | 1050  | 17    | 61,76 | 150,00 | 580 | 135,86 |
| 2                          | Paul Couespel          | 8:6  | 933   | 30    | 31,10 | 150,00 | 185 | 59,20  |
| 3                          | Thomas Wildförster     | 8:6  | 759   | 31    | 24,48 | 37,50  | 106 | 46,32  |
| 4                          | Wolfgang Zenkner       | 7:7  | 871   | 28    | 31,10 | 75,00  | 140 | 59,20  |
| 5                          | Gerhard Ralis          | 7:7  | 710   | 40    | 17,75 | 37,50  | 76  | 33,50  |
| 6                          | Willy Leman            | 7:7  | 777   | 46    | 16,89 | 30,00  | 57  | 31,78  |
| 7                          | Louis Havermans        | 5:9  | 743   | 37    | 20,08 | 37,50  | 85  | 38,16  |
| 8                          | Marc de Sutter         | 0:14 | 441   | 29    | 15,20 | –      | 121 | 28,00  |
| Turnierdurchschnitt: 24,35 |                        |      |       |       |       |        |     |        |